# Mořská panna

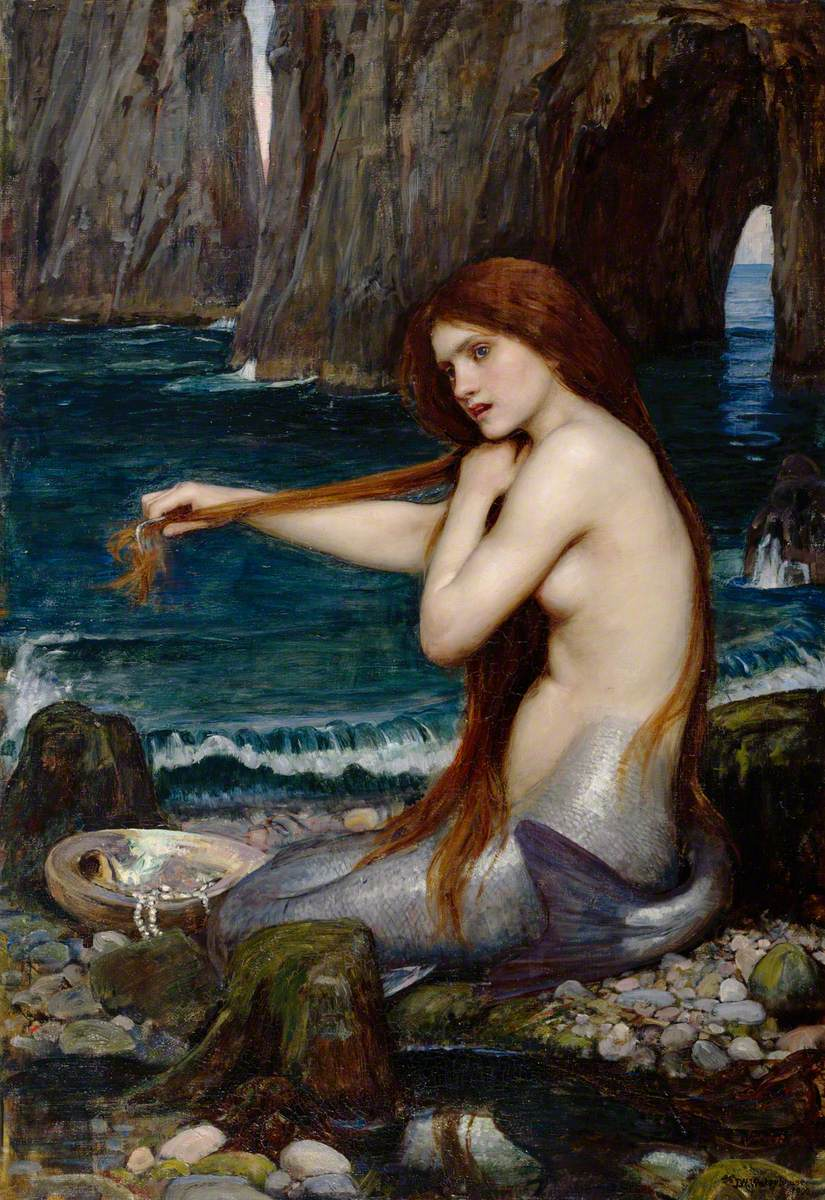
John William Waterhouse: Mořská panna (olej na plátně; 1900)

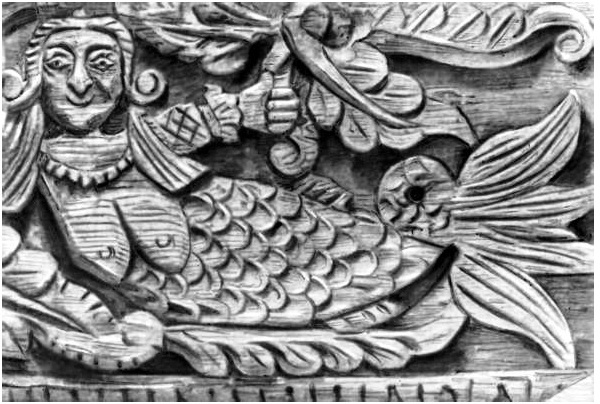
Faraonka (dřevořezba; 19. století, Povolží, Rusko)

Mořská panna je mytická bytost v podobě ženy, jež má namísto nohou rybí ocas. Mořská panna je součástí mýtů a pověstí mnoha světových kultur.
Západní představa mořských panen vychází především ze zobrazování starořeckých sirén, které byly původně zobrazovány jako napůl ženy, napůl ptáci. Později byly – především ve středověkých bestiářích – chápány jako ženy-ryby. Kromě toho se na víře v mořské panny nejspíše podílelo pozorování mořských savců, především kapustňáků.
Mořské panny, případně mořští muži či obecně mořští lidé jsou námětem uměleckých děl, z nichž k nejznámějším patří patrně pohádka Hanse Christiana Andresena Malá mořská víla.
V heraldice je mořská panna jednou z heraldických figur, viz například městský znak Varšavy.

## Mytologie

Varšavský městský znak

Mořské panny, respektive ženy s rybím ocasem místo nohou (snad nazývané kuliltu – „rybí žena“) se objevují vedle častějších mořských mužů v umění starobabylónského období, později také v umění novoasyrském. V literatuře se objevují až v asyrském období, kdy je zmiňována bohyně Atargatis, jež byla zobrazována v podobě ryby s lidskou hlavou a pažemi, později jako žena s rybím ocasem.
Mezi další příklady mořských panen v mytologii patří:
- merrow – mořští lidé v irském folklóru
- západoevropská meluzína
- mořské panny v ruských bylinách o Sadkovi
- ningjo v japonských pověstech
- ťiaroen – mořští lidé v čínských pověstech
- faraonka (фараонка), též faraon, faraončik, faljaron – duchové vody, ženy i muži, mořské panny. Bytosti ruského folklóru. Mají místo nohou rybí ocas, což je spojuje s evropskými, resp. slovanskými mořskými pannami, dcerami mořského krále. Faraonky jsou na rozdíl od nich utonulí, utopenci. Původ mají v Egypťanech, vojácích faraonova vojska, kteří se utopili v Rudém moři při pronásledování Izraelitů vedených Mojžíšem během exodu.[5] Také jejich koně se proměnili ve vodní bytosti – napůl koně, napůl ryby. Všichni jsou odsouzeni zůstat napůl rybami až do konce světa. Faraonky mají chraplavý magický hlas, tak okouzlující, že dokáže zhypnotizovat každého člověka. V provincii Saratov byly popisovány jako nádherné světlovlasé dívky s bílým tělem a rybím ocasem. V provincii Novgorod se věřilo, že měly lidskou pouze hlavu, tělo rybí, ve Smolenské oblasti je popisovali jako podobné lidem, ale jednooké a pokryté rybími šupinami. Mají neobyčejnou sílu, mohou převrhnout loď. Bránit se jim lze snad jen lhaním; předpokládá se, že budou existovat do konce světa.[6][chybí lepší zdroj]

## Umění

### Malá mořská víla
Pohádku Malá mořská víla napsal Hans Christian Andersen v roce  1836. Mořská víla se zamiluje do prince a požádá čarodějnici, aby ji změnila v člověka. Čarodějnice souhlasí, změní ji, ale odebere jí řeč a dá jí ultimátum: princ se do ní musí zamilovat do příštího úplňku, jinak ona sama zemře. Princ se však zamiluje do princezny. Když ráno po úplňku vyjde slunce, Malá mořská víla zraněná neopětovanou láskou umírá a mění se v mořskou pěnu. Pohádka byla vícekrát zfilmována.
Andersen byl inspirován pohádkovým románem Undine německého spisovatele Friedricha de la Motte Fouqué a ten zase pojetím renesančního okultisty Paracelsa, podle něhož může undine (elementární duch vody) získat nesmrtelnou duši manželstvím se smrtelníkem. Malá mořská víla inspirovala Jaroslava Kvapila při psaní libreta ke Dvořákově Rusalce.

### Ostatní
- Thessaloniké – podle novořecké pověsti se v mořskou pannu po své smrti proměnila Thessaloniké (Tessalonika z Makedonie), manželka Kassandra a nevlastní sestra Alexandra Velikého. Když potkala v Egejském moři loď, položila námořníkům jedinou otázku: „Je král Alexandr naživu?“ Odpověď „Žije, vládne a dobývá svět“ ji potěšila, uklidnila vody a rozloučila se s lodí. Jiná odpověď ji rozzuřila a vyvolala bouři, která zničila loď i námořníky. Legenda pochází z Alexandrovy romance s názvem „Phylláda tou Megaléxandrou“ (Φυλλάδα του Μεγαλέξανδρου).[10][11]
- Peter Pan – Mořské panny se objevují i v Zemi Nezemi v literárních, divadelních a filmových dílech pojednávajících o Petru Panovi.
- Harry Potter a Ohnivý pohár – Mořští lidé, v originále merpeople je rasa mořských lidí, kteří žijí v jezeře u Bradavic.
- Once Upon a Time – Mořská panna neboli Siréna se objevuje v první sérii seriálu. Princ Krasoň se vydává k jezeru Nostos, aby získal kouzelnou vodu, která by zbavila Frederika (milujícího dceru krále Midase) zlatého prokletí. Jezero však hlídá Siréna, která se umí změnit do podoby jakékoli ženy, proto není snadné vodu získat. Krasoň Siréně odolá a Frederika zachrání.
- Piráti z Karibiku: Na vlnách podivna – Mořské panny jsou zobrazeny jako krásné nebezpečné ženy toužící po lidském mase. Pokud opustí vodu, mohou zemřít. Obávaný pirát Černovous uloví jednu z mořských panen, Sirénu, a snaží se ji donutit, aby naplnila věštbu, podle které musí uronit slzu do kalichu s vodou z pramenu mládí.
- Bytost z hlubin – Film pojednávající o lapené královně mořských panen. V nádrži s mřížemi ji tajně drží starý bohatý námořník, kterému před lety zabila ženu. Ukáže ji Angusovi a Lily, kteří cestuji irským venkovem se show podivných tvorů. Ti mu královnu mořských panen ukradnou, naloží na loď a zamíří do Ameriky; plánují na mořské panně vydělat velké peníze. Starý námořník byl při vloupání „nešťastnou náhodu“ zabit. Loď bloudí, břehy Ameriky se vzdalují… Bytost na lodi je stejně krásná, jako nebezpečná…
- Ponyo z útesu nad mořem – Japonská animovaná pohádka (2008). Malá zlatá rybka Ponyo se skamarádí s klukem Sosuke a využije kouzel svého otce, mocného podmořského čaroděje, aby se proměnila v lidskou dívku.